# Ravine
Une ravine est une formation géomorphologique et hydrogéologique naturelle. Cette forme élémentaire d'érosion est créée par le ruissellement concentré des eaux sur un versant. Les ravines peuvent constituer des réseaux et rejoindre le réseau hydrographique. Ce sont des structures d'érosion permanentes, contrairement aux rigoles.
Le ravinement ou ravinage est le processus de formation des ravines. Il est favorisé sur les versants nus et sur les terrains imperméables soumis à des précipitations pluvieuses courtes mais intenses.

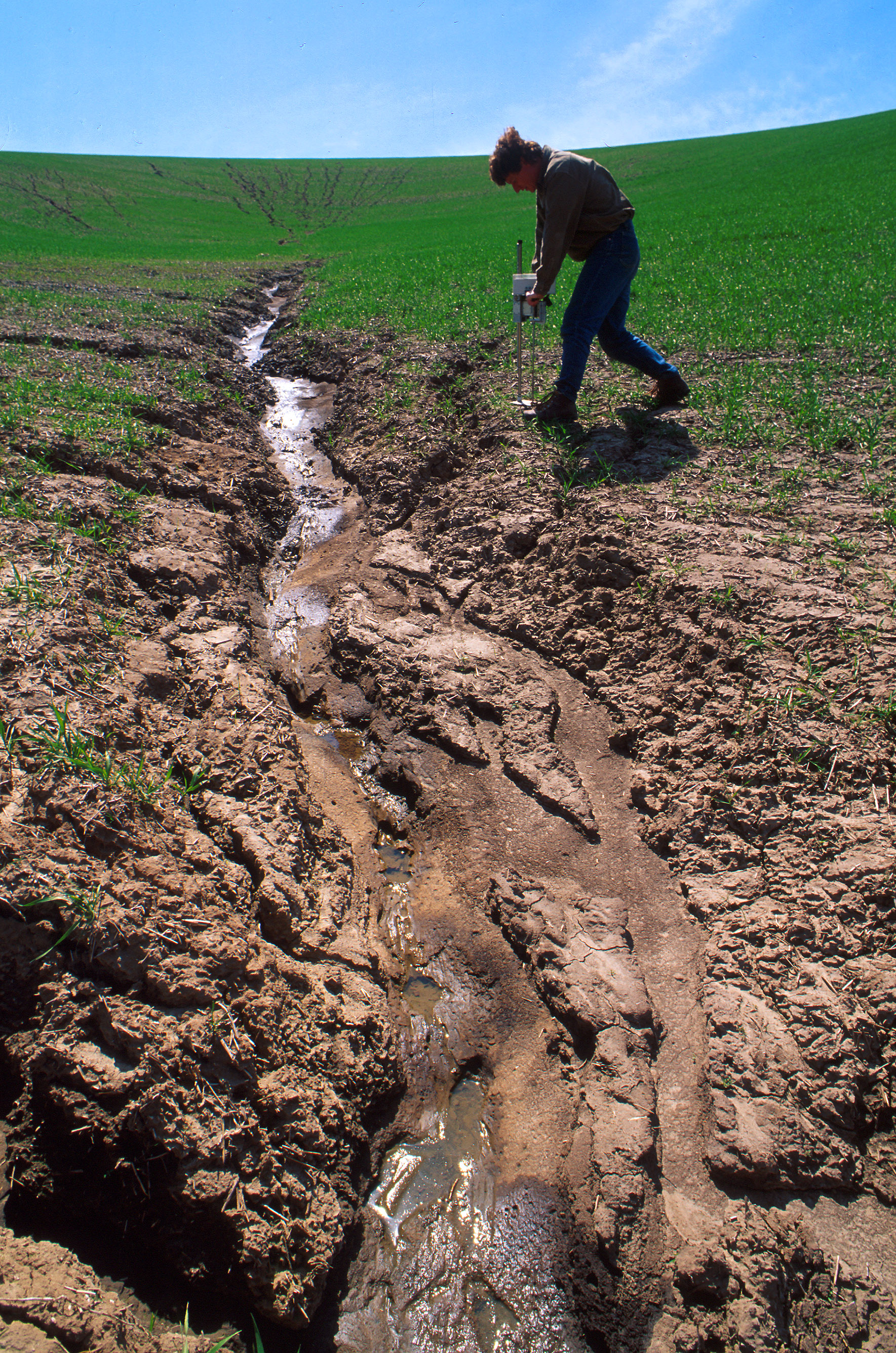
Ravine dans un champ cultivé
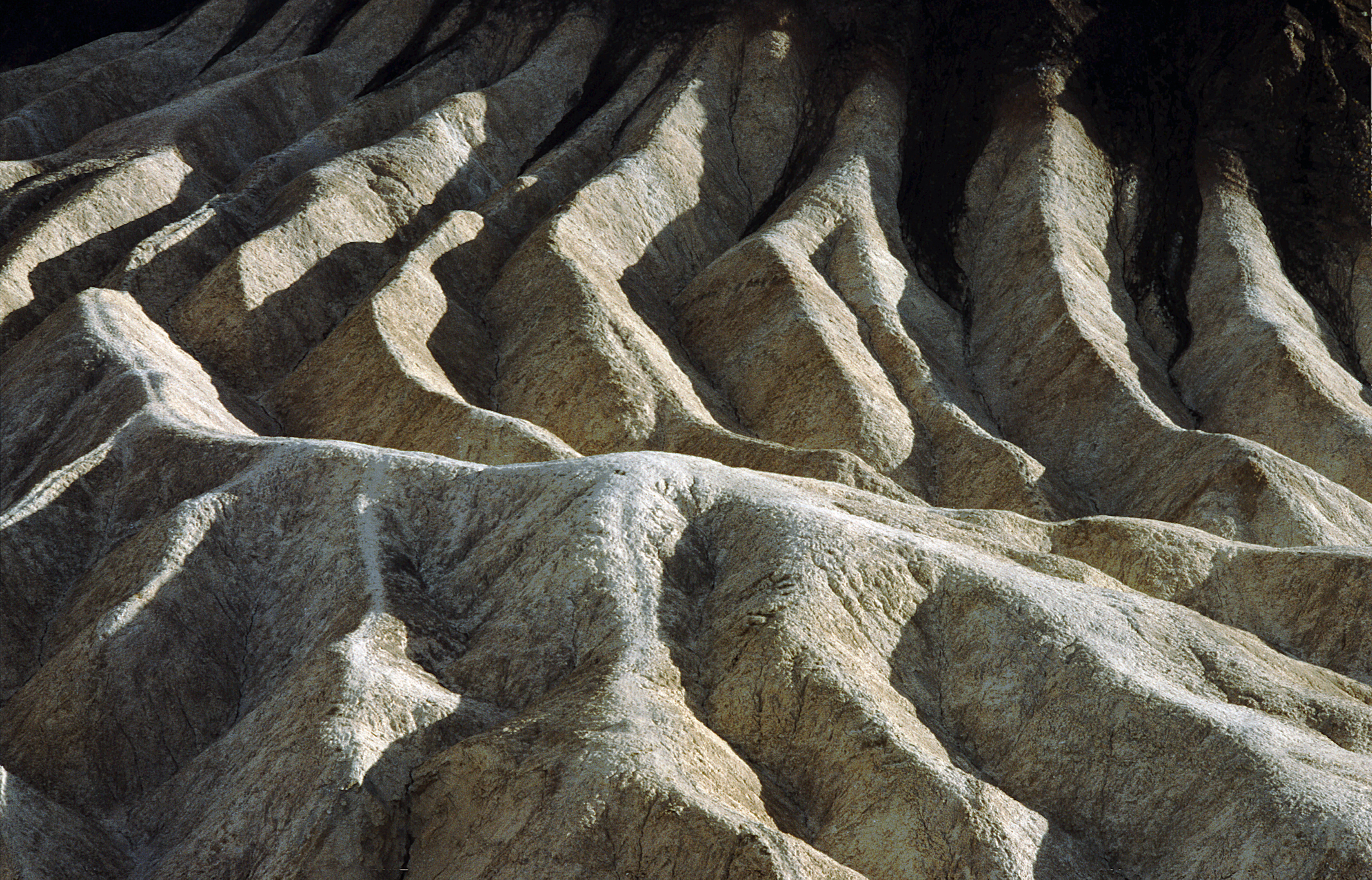
Réseau de ravines, Vallée de la Mort,  États-Unis
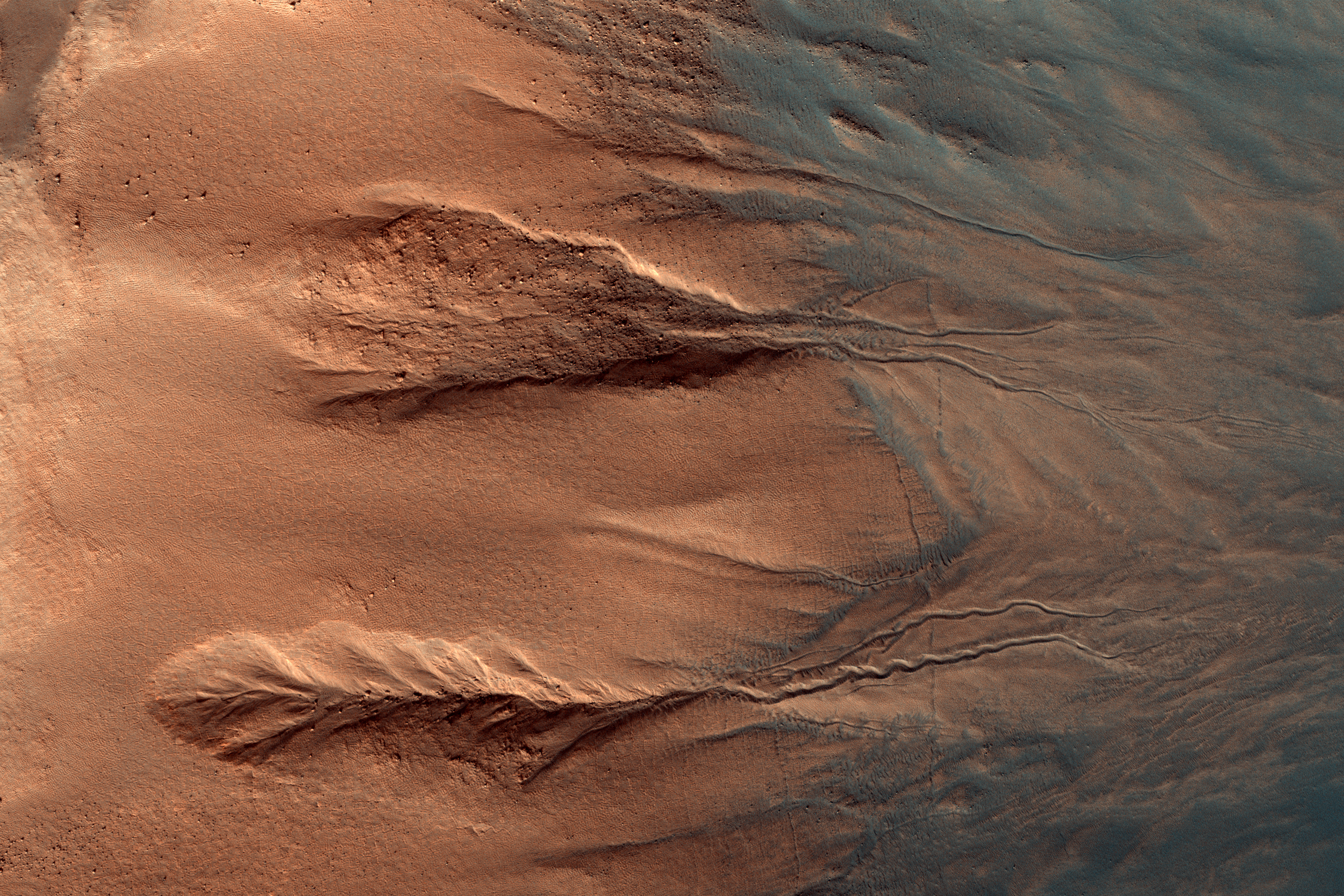
Ravines sur Mars.

Dans les îles tropicales, notamment à La Réunion ou bien à Haïti, le mot créole ravine désigne un torrent, quels que soient sa taille, sa largeur, sa longueur, son débit. Les ravines prennent naissance dans la montagne et creusent leur lit profondément dans des reliefs escarpés, d'autant que les pluies sont diluviennes en temps de cyclone. Mais les ravines peuvent avoir, en arrivant sur les plaines côtières, un lit qui s'élargit considérablement.